# Gefährdungshaftung
Gefährdungshaftung ist die Haftung für Schäden, die sich aus einer erlaubten Gefahr (z. B. Betrieb einer gefährlichen Einrichtung, Halten eines Haustieres) ergeben. Im Unterschied zur Verschuldenshaftung kommt es bei einer Gefährdungshaftung auf die Widerrechtlichkeit einer Handlung oder ein Verschulden des Schädigers nicht an.

## Grundgedanke
Die Gesellschaft erlaubt bestimmte Verhaltensweisen trotz ihrer Gefährlichkeit auf Grund ihrer sozialen Nützlichkeit (sozialadäquates Verhalten). Wer beispielsweise mit einem Kraftfahrzeug am Straßenverkehr teilnimmt, ein Kernkraftwerk betreibt, eine Eisenbahngesellschaft unterhält oder Produkte in den Verkehr bringt, tut nichts Unrechtes, obwohl er weiß, dass sein Verhalten unter Umständen gefährlich werden kann. Sein Verhalten ist gesellschaftlich erwünscht. Der Grundgedanke der Gefährdungshaftung liegt darin, dass derjenige, der Nutzen aus abstrakt gefährlichen Handlungen zieht, welche die Gesellschaft für nützlich erachtet und daher erlaubt, gleichwohl für die Schäden einstehen soll, die sich aus der gefährlichen Handlung oder Einrichtung ergeben.
Weil die Gefährdungshaftung nur Schäden erfassen soll, die sich aus dem eigentümlichen Risiko der gefährlichen Handlung beziehungsweise Einrichtung ergeben, ist die Haftung für Schäden, für welche die gefährliche Handlung zwar (mit)ursächlich ist, aber nicht die spezifische Gefahr der Handlung betrifft (z. B. betriebsfremde Gefahren, höhere Gewalt), ausgeschlossen. Um die betriebsspezifische Gefahr zu ermitteln, ist eine wertende Betrachtung in Ansehung des Schutzzwecks der Norm vorzunehmen.
Die Gefährdungshaftung ist Ausfluss der verteilenden Gerechtigkeit (ius distributiva), indem sie Risikosphären zuweist: Ihr liegt das ethische Prinzip „Wem die Vorteile zugutekommen, der soll auch die Nachteile tragen“ zugrunde. Um die Versicherbarkeit von Risiken zu ermöglichen, sind in der Regel Haftungshöchstgrenzen festgesetzt worden.
Spezialgesetzliche Normen, wie sie das BGB, das StVG, HaftPflG, LuftVG, AtomG oder das WHG bereithalten, regeln die Gefährdungshaftung nahezu abschließend. Gleichwohl können subsidiär Ansprüche aus sogenannter öffentlich-rechtlicher Gefährdungshaftung erwachsen, wenn rein technisch gesteuerte Verwaltungsprozesse (beispielsweise Ampelschaltungen) bei Betroffenen zu Schäden führen. Die Restriktion ist notwendig, um Entschädigungsansprüche rund um das Enteignungsrecht oder aus Aufopferung nicht unzulässig auszuweiten.

## Deutschland

### Haftungstatbestände
Bei der Schaffung des Bürgerlichen Gesetzbuches (BGB) unterschied man noch nicht klar zwischen einer Haftpflicht für unerlaubte Handlungen einerseits und einer Haftpflicht für rechtmäßiges Verhalten andererseits. Deshalb steht die Tierhalterhaftung (§ 833 S. 1 BGB), die für sogenannte Luxustiere eine Gefährdungshaftung begründet, rechtssystematisch falsch unter dem Titel 27 für unerlaubte Handlungen. Das Gleiche galt für die frühere, durch das Reichsjagdgesetz vom 3. Juli 1934 abgelöste Haftpflicht für Wildschäden nach § 835 BGB a.F.
Die wichtigsten Gefährdungshaftungstatbestände, die zur Zeit des Inkrafttretens des BGB reichsrechtlich bereits in Kraft waren, sind die Haftung für Tötung, Körper- oder Gesundheitsschäden aus dem Betrieb einer Eisenbahn nach § 1 Haftpflichtgesetz (HPflG) und die Haftung für Tod, Verletzung von Gesundheit, Körper oder einer Sache durch Strom, Gase, Dämpfe oder Flüssigkeit, welche durch Stromleitungs- oder Rohrleitungsanlagen geführt werden (§ 2 Abs. 1 Satz 1 HPflG).

#### Fahrzeughalterhaftung
Von besonderer praktischer Relevanz ist heute die Haftung des Fahrzeughalters nach § 7 Abs. 1 StVG für Tod, Körper-, Gesundheits- oder Sachschäden, die sich aus dem Betrieb eines Kraftfahrzeugs im Sinne des § 1 Abs. 2 StVG ergeben. Der Halter eines Fahrzeugs haftet für sämtliche Personen- und Sachschäden, die bei dem Betrieb (gemeint ist durch den Betrieb, also nicht nur bei Gelegenheit des Betriebs) entstanden sind. Betriebsfremde Gefahren sollen, auch wenn sie durch den Betrieb des Fahrzeugs mit entstanden sind, nach dem Schutzzweck der Norm (normativer Betriebsbegriff) nicht erfasst werden. Deshalb schließt § 7 Abs. 2 StVG die Haftung des Halters für Schäden aus höherer Gewalt aus. Bestandteil der betriebsspezifischen Gefahr sind nach herrschender Meinung hingegen auch Risiken, die von einem ruhenden Fahrzeug ausgehen, das im öffentlichen Verkehrsraum auf verkehrsbeeinflussende Weise ruht. Sogar ein Brand durch im abgestellten Fahrzeug installierte Elektrogeräte soll nach dem Bundesgerichtshof „bei dem Betrieb“ eines Fahrzeuges entstanden sein. Damit für die Kfz-Haftpflichtversicherer die Haftungsfälle kalkulierbar bleiben, ist die Haftung nach § 12 StVG bei Personenschaden auf insgesamt 5 Mio. Euro und bei Sachschäden auf 1 Mio. Euro begrenzt. Ist der Schaden „auf Grund der Verwendung einer hoch- oder vollautomatisierten Fahrfunktion“ (vergleiche autonomes Fahren) entstanden, verdoppelt sich die jeweilige Entschädigungsgrenze.

#### Haftung des Verarbeiters personenbezogener Daten
Vor der Anwendbarkeit der Datenschutz-Grundverordnung (DS-GVO) am 25. Mai 2018 sahen in Deutschland sowohl das Bundesdatenschutzgesetz (BDSG) als auch die Landesdatenschutzgesetze eine Gefährdungshaftung öffentlicher Stellen für Schäden aus unzulässiger oder unrichtiger Verarbeitung personenbezogener Daten vor. So waren die öffentlichen Stellen des Bundes nach § 8 BDSG a. F. verschuldensunabhängig zur Zahlung von Schadensersatz bis zu einer Höchstgrenze von 130.000 € verpflichtet. Einige Landesdatenschutzgesetze wie z. B. das Sächsische Datenschutzgesetz a. F. enthielten darüber hinaus weder eine Haftungsobergrenze noch eine Beschränkung auf automatisierte Datenverarbeitung und waren damit sehr betroffenenfreundlich.
Nach der Anwendbarkeit der DS-GVO ist streitig, ob mit der Haftungsvorschrift des Artikels 82 DS-GVO, die für die privaten (z. B. Vereine) und die meisten öffentlichen Stellen (z. B. Meldebehörden) anwendbar ist, weiterhin eine Gefährdungshaftung oder eine Verschuldenshaftung geregelt wird. Im Anwendungsbereich der so genannten JI-Richtlinie (Polizei und Justiz) hat der deutsche Gesetzgeber dagegen mit § 83 BDSG n. F. die Haftung für Schäden, die bei automatisierter Datenverarbeitung eingetreten sind, erneut unzweifelhaft als Gefährdungshaftung geregelt.

#### Andere Gefährdungshaftungstatbestände
Bedeutend ist auch die Haftung des Herstellers für Tod, Gesundheits-, Körper- oder Sachschäden wegen eines Produktfehlers nach § 1 Produkthaftungsgesetz. Der Inhaber einer Anlage haftet nach § 1 Umwelthaftungsgesetz für den Tod, Körper-, Gesundheits- oder Sachschäden, die von Umwelteinwirkungen, die von dieser Anlage ausgehen, verursacht werden. Eine Gefährdungshaftung besteht auch für Kernenergieschäden (§§ 25–26 AtomG), bei Flugzeugen (§ 33 LuftVG – Haftung für Personen und Sachen, die nicht im Luftfahrzeug befördert werden), bei Gentechnik (§ 32 GenTG), bei bislang unbekannten unerwünschten Wirkungen von Arzneimitteln (§ 84 AMG) und für Gewässerveränderungen (§ 89 WHG).

### Abgrenzung zu deliktischen Haftungstatbeständen
Die Gefährdungshaftung darf nicht mit der deliktischen Haftung aus verschuldetem Unrecht – dazu gehören insbesondere die beiden Tatbestände des § 823 Abs. 1 und 2 BGB sowie die §§ 824–826, § 830 und § 839 BGB – verwechselt werden.
Ebenso wenig hat die Gefährdungshaftung mit den Tatbeständen für vermutetes Verschulden (z. B. Haftung für den Verrichtungsgehilfen nach §§ 831 f. BGB oder die Haftung des Fahrzeugführers nach § 18 Abs. 1 StVG beziehungsweise die Haftung für nützliche Haustiere nach § 833 Satz 2 BGB) zu tun. Durch die Haftung für vermutetes Verschulden wird der Geschädigte lediglich von der Pflicht befreit, ein Verschulden des Schädigers nachzuweisen, denn dieses wird durch das Gesetz vermutet. Der Verantwortliche hat aber die Möglichkeit, zu beweisen, dass er die Schädigung nicht verschuldet hat (Exkulpation).
Auch nicht um eine Gefährdungshaftung handelt es sich bei der Haftpflicht für fremdes Verschulden (z. B. Haftung des Schuldners für den Erfüllungsgehilfen nach § 278 BGB oder der Haftung des Fabrikinhabers nach § 3 HPflG). Bei der Haftung für fremdes Verschulden wird einer Person, die sich selbst rechtmäßig verhalten hat, die schuldhafte pflichtwidrige Handlung eines anderen zugerechnet.

### Mehrere Schädiger
Schädigen mehrere Personen einen anderen, so haften alle Schädiger gesamtschuldnerisch (§ 830, § 840, § 421 BGB). D. h. der Geschädigte kann sich in Höhe des vollen Betrags an einem einzigen Schädiger schadlos halten, der dann bei den anderen Regress zu nehmen berechtigt ist. Hier stellt sich das Problem, ob sich die Höhe des Regresses nach Kopfzahl der Schädiger oder nach ihrem Verursachungsbeitrag richtet. Problematisch ist auch, wenn nicht alle Schädiger wegen Gefährdung haften, sondern ein Teil wegen unerlaubter Handlung in Anspruch genommen wird. Sind diejenigen, welche auf Grund erlaubten Verhaltens Schäden verursacht haben, denjenigen, welche auf Grund verbotenen Handelns andere geschädigt haben, gleichzustellen? Oder tritt die Haftung wegen erlaubten Verhaltens hinter die Haftung wegen unerlaubten Verhaltens zurück? Bemisst sich die Höhe des Regresses bei einem deliktischen Schädiger auch nach dessen Verursachungsbeitrag oder ist sein Grad an Verschulden mit einzubeziehen?
Im deutschen Recht richtet sich die Höhe des Regresses im Innenverhältnis nach heute herrschender Meinung nach Verursachungsbeitrag (§ 17 Abs. 1 StVG, § 254 Abs. 1 BGB analog). Hilfsweise kann beim deliktisch Handelnden ein besonderes Maß an Verschulden seine Haftung im Innenverhältnis abweichend vom Verursachungsanteil regeln. Bei der gesamtschuldnerischen Haftung mehrerer Kraftfahrzeughalter tritt die Besonderheit auf, dass im Innenverhältnis derjenige nicht haftet, für den der Unfall ein unabwendbares Ereignis war. Hinsichtlich des Verhältnisses zwischen Haftung aus erlaubtem Risiko und Haftung aus unerlaubter Handlung tritt die Haftung des Halters eines Luxustieres gegenüber deliktischen Schädigern immer zurück. Diese Regel lässt sich nach umstrittener Meinung aber nicht auf andere Gefährdungshaftungstatbestände ausweiten.

## Österreich
In ähnlicher Weise ist auch in Österreich etwa die Haftung des Zulassungsbesitzers oder des Betriebsunternehmers einer Eisenbahn oder Seilbahn (Eisenbahn- und Kraftfahrzeughaftpflichtgesetz – EKHG), des Inhabers einer Energieanlage (Reichshaftpflichtgesetz), einer Atomanlage (Atomhaftungsgesetz – AtomHG) oder eines Flugzeuges (Bestimmungen im Luftfahrtgesetz – LFG) geregelt.

## Schweiz
Eine ähnliche Haftung gibt es auch in der Schweiz unter der Bezeichnung Kausalhaftung, auch Gefährdungs- oder Gesetzeshaftung genannt. Sie steht in Bezug zum Treuhänder. Sinngemäß kann im schweizerischen Obligationenrecht jede Person als Treuhänder bezeichnet werden, die stellvertretend für einen Auftraggeber handelt. Diese Sichtweise findet beispielsweise in den Verbandsnormen der Bauwirtschaft ihren Niederschlag. Als Treuhänder gilt ein Architekt oder Ingenieur, der als Stellvertreter des Bauherrn auftritt und dessen Interessen wahrnimmt. Im Schadensfall hat dies Konsequenzen für den Schadenersatz. Alle am Bau beteiligten Parteien, also Planer und Unternehmer, haften solidarisch. Weist der Bauherr einen Schaden nach, so kann er diesen im Aussenverhältnis von einem Solidarhaftpflichtigen seiner Wahl ganz oder teilweise einfordern. Im Innenverhältnis tritt somit die Regressordnung (Art. 51 Abs. 2 OR) in Kraft, die auch für Haftpflichtversicherungen relevant ist. Diese besagt, dass der Schaden in erster Linie durch denjenigen zu tragen ist, der ihn durch eigenes Verschulden verursacht hat. Kann die fehlerhafte Handlung, z. B. eines Bauarbeiters oder Monteurs, nicht nachgewiesen werden, wird als zweites geprüft, ob der Schaden durch die Garantiehaftung eines oder mehrerer Unternehmer abgedeckt ist. Ist dies nicht der Fall, kommt die Gefährdungshaftung der Planer (Treuhänder) zum Tragen. Um einen Planer haftbar zu machen, sind ein Verschulden oder eine entsprechende Vorschrift, sowie ein kausaler Zusammenhang mit dem Schaden die Voraussetzung. Fällt auch die Planung, einschließlich der Abmahnungspflicht der Unternehmer, als haftungsbegründende Ursache weg, teilt der Richter den Schaden unter den Solidarhaftpflichtigen nach seinem Ermessen auf. Die Beweislast liegt also erstellerseitig bei den am Bau beteiligten Parteien. Dies soll verhindern, dass der Bauherr zum Opfer eines „Schwarzpeterspiels“ wird.
Eine Kausalhaftung existiert in der Schweiz für allfällige schwere Unfälle in Kernkraftwerken und weiteren Kernanlagen: Der Betreiber haftet für den eingetretenen Schaden – unabhängig von seinem Verschulden – unbegrenzt.

## Frankreich
In Frankreich hat der Cour de Cassation durch höchstrichterliche Rechtsprechung auf der Grundlage des Art. 1384 Abs. 1 Code civil eine verschuldensunabhängige Sachhalterhaftung etabliert.